# Vicente Magro Servet
Vicente Magro Servet (Alacant, 1960) és un jurista i polític valencià, militant del Partit Popular i senador per Alacant a la VI Legislatura del Senat espanyol. Des del gener de 2018 és magistrat de la Sala Segona del Tribunal Suprem espanyol.

## Estudis
Llicenciat en dret públic per la Universitat d'Alacant, el 1987 va ingressar en la carrera judicial. L'any 2005 va obtenir el títol de doctor per la Universitat Nacional d'Educació a Distància (UNED) amb la tesi Soluciones de la sociedad española ante la violencia que se ejerce sobre las mujeres.

## Trajectòria
Va ser delegat de l'Associació Professional de la Magistratura a Alacant (1988-1996), membre de la Sala de Govern del Tribunal Superior de Justícia de València el 1988, renovat el 1995. També va ser jutge de Benidorm (1989-1990) i jutge degà d'Elx (1990-1993).
Va ser escollit senador per la província d'Alacant pel Partit Popular a les eleccions generals espanyoles de 1996 i, posteriorment, secretari primer de la Comissió de Justícia del Senat, però va renunciar al càrrec el 1997 per a ser nomenat president de l'Audiència Provincial d'Alacant (2001-2016). Des del 2002 és membre assessor de l'Observatori de Violència Domèstica i de Gènere del Consell General del Poder Judicial (CGPJ).
El gener de 2018 va ser escollit magistrat de la Sala Segona del Tribunal Suprem espanyol, en substitució de José Ramón Soriano.

## Polèmiques
El 2017 va formar part de la Sala de l'Audiència Provincial de Madrid que va admetre a tràmit la denúncia contra El Gran Wyoming i Dani Mateo per un pressumte acudit ofensiu contra el Valle de los Caídos. Els actors van ser denunciats per l'Associació per a la Defensa del Valle de los Caídos, després d'haver fet un acudit sobre el monument, i posteriorment admesa a tràmit per un presumpte delicte contra els sentiments religiosos.
El 2020 va ser un dels quatre jutges del Tribunal Suprem, juntament amb Andrés Martínez Arrieta, Juan Ramón Berdugo Gómez de la Torre i Antonio del Moral García, que van ser objecte de petició de recusació, en el recurs de súplica presentat davant del mateix tribunal, per part de la defensa del president de la Generalitat de Catalunya, Quim Torra. Ja anteriorment, la sol·licitud de recusació es va tramitar contra onze dels magistrats, però no va ser admesa a tràmit. En tant que darrera instància jurídica espanyola, el Tribunal Suprem havia de postular-se davant del recurs d'alçada, presentat contra la sentència del Tribunal Superior de Justícia de Catalunya (TSJC) d'inhabilitació d'un any i mig del president Torra per desobediència. El fonament de la petició de recusació va ser el dret de tota persona a que la seva causa judicial sigui estudiada per un jutge independent i imparcial, tal com estipula la Carta de Drets Fonamentals de la Unió Europea, la jurisprudència del Tribunal de Justícia de la UE i la Llei Orgànica del Poder Judicial.

## Premi
Va ser guardonat amb el Premi Confilegal 2019, en la categoria de Compromís, pel treball que havia estat realitzant en responsabilitat penal de les persones jurídiques amb la promoció de l'activació de programes de «Compliance» i per l'articulació d'una doctrina en matèria de violència de gènere.

## Obres
- Violencia doméstica y de género: 285 preguntas y respuestas, Las Rozas: Sepin, 2007. ISBN 978-84-95762-39-9
- El proceso monitorio: 267 preguntas-respuestas: formularios, Pozuelo de Alarcón: Sepín, 2006. ISBN 84-95762-29-3
- Manual práctico de actuación policial-judicial en medidas de limitación de derechos fundamentales, Las Rozas: La Ley, 2006. ISBN 84-9725-724-3
- Prontuario de la Propiedad Horizontal en Cataluña: análisis práctico de la regulación del régimen jurídico de la propiedad horizontal en Cataluña, Madrid: El Derecho Editores, 2006. ISBN 84-920250-6-9
- Soluciones de la sociedad española ante la violencia que se ejerce sobre las mujeres, Wolters Kluwer, 2005. ISBN 84-9725-647-6
- Guía práctica de problemas y soluciones planteados ante el Tribunal del Jurado, La Ley. Grupo Wolters Kluwer, 2003. ISBN 84-9725-524-0
- La prueba tecnológica en la Ley de enjuiciamiento civil, amb Eduardo de Urbano Castrillo, Editorial Aranzadi, 2003. ISBN 84-9767-101-5
- Guía práctica y casuística de delitos contra el patrimonio y el orden socioeconómico, La Ley. Grupo Wolters Kluwer, 2002. ISBN 84-9725-287-X
- Manual práctico de aplicación de la Lec 1/2000 en las comunidades de propietarios, Pozuelo de Alarcón: Sepín, 2001. ISBN 84-95762-00-5